# Bonifatius Hiltprand
Bonifatius Hiltprand († 5. Mai 1689 in Gotteszell) war Abt des Klosters Gotteszell.

## Leben
Bonifaz Hiltprand war Professe des Klosters Aldersbach, später Prior und 1658 Abt in Gotteszell. Er trug mit seinem Privatvermögen zur wirtschaftlichen Gesundung des 1641 niedergebrannten Klosters bei und errichtete ein Studienseminar zur theologischen Ausbildung der Novizen.
Er übersetzte die Annalen des spanischen Gelehrten Ángel Manrique ins Deutsche. Der erste Band erschien 1739 in Regensburg, der zweite 1740.

## Werke
- Annales Cistercienses P. Angeli Manriquez de Burgos, oder Zisterziensische Ordensannalen von 1093 bis 1212. Regenspurg: Memmel, (1739 und 1740)